# Hohes Land
Koordinaten: 66° 35′ S, 92° 0′ O
Hohes Land ist ein Küstenstreifen einschließlich des angrenzenden Hinterlands in Ostantarktika. Das Gebiet liegt im Königin-Marie-Land und grenzt an das unmittelbar westlich liegende Kaiser-Wilhelm-II.-Land.
Deutsche Wissenschaftler der Gauß-Expedition (1901–1903) unter Leitung Erichs von Drygalski benannten es.